# Herman Christiaan van Hall
Hermannus Christiaan van Hall (Amsterdam, 18 augustus 1801 - Beek, 12 januari 1874) was een Nederlands botanicus, hoogleraar plantkunde en landhuishoudkunde aan de Rijksuniversiteit Groningen en pionier van het hoger landbouwonderwijs.

## Levensloop
Van Hall, telg uit het Nederlands patriciërsgeslacht Van Hall, was een zoon van de Amsterdamse jurist Maurits Cornelis van Hall en Elisabeth Christina Klinkhamer. Hij bezocht de Latijnse school en het Athenaeum te Amsterdam. Daarna studeerde geneeskunde en natuurkunde aan de Universiteit van Utrecht. Tot zijn favoriete vakken behoorde botanie en landhuishoudkunde gegeven door Jan Kops. Van Hall won twee prijsvragen op het gebied van plantkunde in Leiden en in Utrecht. Van Hall promoveerde in Utrecht in 1823 op een proefschrift over de stethoscoop en borstziekten.
Na zijn studie maakte Van Hall een wetenschappelijke reis door Duitsland en Frankrijk, waarna hij zich in Amsterdam vestigde als arts. Na het overlijden van Jacobus Albertus Uilkens in 1825 werd hem een leerstoel in Groningen aangeboden. Op 12 april 1826 aanvaardde hij de post van hoogleraar in de Botanie en Landhuishoudkunde aan de Universiteit van Groningen met een inwijdingsrede over het belang dat er voor den landbouw gelegen is in de kennis der natuurlijke historie van het vaderland.
Van Hall nam in 1842 als hoogleraar het initiatief tot de oprichting van de Landhuishoudkundige School in de stad Groningen, die van 1842-1871 heeft bestaan. Van Hall kreeg daardoor de gelegenheid om zijn opvatting, dat theorie en praktijk aan elkaar gekoppeld dienen te worden, ook daadwerkelijk te realiseren, door aan deze school een modelboerderij te verbinden. 
Door de nadruk te leggen op goede voorlichting aan boeren heeft hij bijgedragen aan een betere bedrijfsvoering in de landbouwsector. Later is het Van Hall Instituut naar hem genoemd. Van Hall kreeg in 1871 bij koninklijk besluit een pensioen toegewezen. Hij overleed in januari 1874 in Beek bij Nijmegen op 72-jarige leeftijd.
Van Hall trouwde op 8 april 1825 te Utrecht met Maria Anna van Schermbeek. Een van hun zoons was Herman van Hall (1830-1890), die als botanicus bij het Rijksherbarium werkte.

## Publicaties, een selectie
Van Hall heeft geschreven over met name plantkunde, landbouw, statistiek, en landhuishoudhoudkunde. Een selectie:
- 1825. Flora Belgii septentrionalis; sive, Index plantarum indigenarum: quae hucusque in VII provinciis foederatis repertae sunt... Flora van Noord-Nederland; of, Korte aanwijzing der in het wild wassende planten, welke tot nu toe in de voormalige VII vereenigde gewesten gevonden zijn. Amsterdam: J.C. Sepp en Zoon.
- 1829. Geschiedenis van de verwoestingen door de rupsen, in het jaar 1829, aangerigt in de provincie Groningen. Groningen : Oomkens
- 1844. De landhuishoudkundige school te Groningen, in haren oorsprong en tegenwoordige inrigting. Groningen : Oomkens
- 1846. Handboek der kruidkunde. 2e verbeterde uitgave. Groningen: J.B. Wolters.
- 1852. De volmaaktheden van den Schepper in zijne schepselen beschouwd, ter verheerlijking van God en tot bevordering van nuttige natuurkennis. Vierde deel: Natuurlijke geschiedenis van het plantenrijk. Geheel vernieuwd door H.C. van Hall (Eerste uitgave was van J.A. Uilkens)
- 1857. Toegepaste kruidkunde: Handleiding tot aanwijzing van het gebruik, dat de mensch maakt van voorwerpen uit het plantenrijk.. J.B. Wolters.
- 1862. De Minister Mr. J. R. Thorbecke en het Rijks-herbarium in 1852 en 1862 : benoeming en ontslag van den conservator. Leiden : Sythoff
- 1862. Open brief aan Mr. J. R. Thorbecke. Leiden : A.W. Sythoff
- 1864. Grondbeginselen der wetenschappelijke landhuishoudkunde. E. Loosjes.
- 1872. Spreekwoorden en voorschriften in spreuken, betreffende landbouw en weêrkennis. Haarlem : A.C. Kruseman
- 1873. De natuurlijke gesteldheid van den bodem van Nederland. Leiden : A.W. Sijthoff

Over Van Hall
- A.J. van der Aa (1878). "Herman Christiaan van Hall". In : Biographisch woordenboek der Nederlanden. p. 272-273.
- Richard F.J. Paping (1996). "Die waardige man" : prof. H. C. van Hall (1801-1874), botanicus, landhuishoudkundige en pionier van het hoger landbouwonderwijs. REGIO-PRojekt